# 福間美里
福間 美里（ふくま みさと、1990年8月28日 - ）は、日本の女優。2014年からミュージカルカンパニー イッツフォーリーズに所属。日本大学文理学部卒。特技は側転、裁縫、洋服をきれいにたたむ、スキー、スキューバダイビング、ギャルメイク。AbemaTVのおぎやはぎの「ブス」テレビ内でのあだ名は「アザラシ」。

## 出演

### 舞台
- 第5回したまち演劇祭in台東「唄のある風景」(2014年　木馬亭)
- 思考動物Produce「ひとびと　この土の上で、私たちはー」（2015年　WESTEND STUDIO）
- ミュージカル「あさはなび」（2015年　ザ・ポケット）
- 新人公演「EVEイブ」（2015年　トランクシアター）
- ミュージカル「ルドルフとイッパイアッテナ」（2017年　全国公演）
- ミュージカル「じぃじのふしぎなレストラン」（2017年　コカコーラウエスト主催公演）
- Rebel Group「WELLSー博士とはじまりの恋人ー」（2018年　新宿スターフィールド劇場）
- 劇団バルスキッチン第2回公演「どぎまぎメモリアル」（2018年　新宿シアターブラッツ）
- ミュージカル「ゲゲゲの鬼太郎」（2018年　全国公演）
- 演劇ユニット思考動物 Produce「私とひかりと父と母」（2018年　日暮里d-倉庫）
- JPR BUFFプロデュース公演「Wellsー魔女と夜明けの星ー」（2019年　新宿村LIVE）
- 果ての水辺 旗揚げ公演「青を飲む」（2019年　上野ストアハウス）
- 山口ちはるプロデュース「五月雨のカーニバル」（2019年　下北沢シアター711）
- Rebel Group プロデュース公演「そもそも石段の先に大霊界があるのが」（2019年　新宿シアターブラッツ）
- 山口ちはるプロデュース「五月雨のカーニバル」(2019年 下北沢シアター711)
- 果ての水辺 旗揚げ公演「青を飲む」(2019年 上野ストアハウス)
- JPR BUFFプロデュース公演「Wellsー魔女と夜明けの星ー」(2019年 新宿村LIVE)
- ミュージカル「小さい“つ”が消えた日」(2020年 全国公演)

### テレビ
- フジテレビ「オモロン」再現VTR
- TBS「中居正広の金曜日のスマたちへ」「熱血松岡修造のミュージカル」に出演

### その他
- AbemaTV「おぎやはぎの「ブス」テレビ」